# Elatostema salomonense
Elatostema salomonense es una especie de planta del género Elatostema, perteneciente a la familia Urticaceae.

## Taxonomía
Elatostema salomonense fue descrita por Lily May Perry en 1951.

## Distribución
Se encuentra en el territorio de Islas Salomón y Vanuatu.